# Tofieldia nuda
Tofieldia nuda là một loài thực vật có hoa trong họ Tofieldiaceae. Loài này được Maxim. miêu tả khoa học đầu tiên năm 1872.